# 바텐베르크 공자 하인리히
하인리히 모리츠 폰 바텐베르크(Heinrich Moritz von Battenberg) 또는 헨리 모리스 오브 바텐버그(Henry Maurice of Battenberg, 1858년 10월 5일 ~ 1896년 1월 20일)는 영국의 왕족이자 헤센 대공가 방계의 바텐베르크가 출신의 귀족이다.
헤센 대공 루트비히 2세의 손자이지만 아버지 헤센다름슈타트의 알렉산더 공자가 어머니 율리아 폰 하우케와 귀천상혼을 했기 때문에 하인리히를 비롯해 그의 형제들에게는 헤센 대공가의 계승권이 없었다. 하인리히는 형 루트비히의 결혼식에서 형수 빅토리아의 이모인 영국 공주 베아트리스를 만났고, 1885년 7월 23일 두 사람은 결혼했다. 부부는 3남 1녀를 두었고, 하인리히는 장모인 빅토리아 여왕으로부터 전하(Royal Highness)의 칭호를 받고 영국에서 군인으로 복무했다. 그는 1896년 말라리아에 걸려 사망했다.

## 자녀
| 사진 | 이름            | 생일             | 사망                   | 기타                             |
| ---- | --------------- | ---------------- | ---------------------- | -------------------------------- |
|      | 알렉산더        | 1886년 11월 3일  | 1960년 2월 20일(73세)  | 아이린 마운트배튼과 결혼, 1녀    |
|      | 빅토리아 유제니 | 1887년 10월 24일 | 1969년 4월 15일(81세)  | 스페인 알폰소 13세 왕비, 4남 2녀 |
|      | 레오폴드        | 1889년 5월 21일  | 1922년 4월 23일(32세)  | 미혼, 혈우병으로 요절.           |
|      | 모리스          | 1891년 10월 3일  | 1914년 10월 27일(23세) | 미혼, 1차 대전에서 전사          |